# Neotrichoppia hauseri
Neotrichoppia hauseri är en kvalsterart som först beskrevs av Sandór Mahunka och Luise Mahunka-Papp 2000.  Neotrichoppia hauseri ingår i släktet Neotrichoppia och familjen Oppiidae. Inga underarter finns listade i Catalogue of Life.